# سوي مين
سوي مين (بالصينية: 崔民) (6 يوليو 1989 في الصين - ) هو لاعب كرة قدم صيني في مركز الدفاع. لعب مع نادي تشونغتشينغ ليانغجيانغ وYanbian Funde F.C. ‏.

## وصلات خارجية
- سوي مين على موقع قاعدة بيانات كرة القدم.إي يو (الإنجليزية)
- سوي مين على موقع ناشيونال فوتبول تيمز (الإنجليزية)
- سوي مين على موقع Soccerway.com (الإنجليزية)